# Philippe Dumas (auteur)
Pour les articles homonymes, voir Philippe Dumas et Dumas.
Philippe Dumas, né le 26 septembre 1940 à Cannes, est un auteur pour la jeunesse et illustrateur français, également peintre et décorateur de théâtre.

## Biographie
Philippe Dumas étudie à l'École des beaux-arts de Paris avant de travailler comme auteur et illustrateur pour la jeunesse dans les années 1970.
Il écrit et illustre plusieurs albums pour enfants. Son dessin se caractérise par « son crayonnage désinvolte et expressif rehaussé de couleurs douces [qui] excelle à rendre les paysages, les intérieurs et, chose plus rare, les atmosphères affectives ».
Il mène une carrière prolifique d'illustrateur pour la jeunesse, mettant en images de nombreux albums ou livres d'auteurs classiques comme Charles Perrault, Victor Hugo, Guy de Maupassant, Anton Tchékhov ou Les Contes du chat perché de Marcel Aymé, et d'auteurs contemporains comme Gérard Pussey, Chris Donner, Anne Trotereau, Marie-Aude Murail ou Marie Desplechin.

## Œuvres
Il est auteur et illustrateur de plusieurs livres.
- Histoire d'Édouard, Flammarion, 1976.
- Laura, le terre-neuve d'Alice, Albums l'École des loisirs, 1976.
- Lucie, fille d'Édouard, Père Castor Flammarion, 1977.
- Ondine au fond de l'eau, l'École des loisirs, 1977.
- La Petite géante, Albums, rééd. Lutin poche, 1977.
- Contes à l'envers, texte de Philippe Dumas et Boris Moissard, illustrations de Philippe Dumas, l'École des loisirs, 1977 ; et rééd.
- Laura et les bandits, Albums, 1978.
- César, le coq du village, Père Castor Flammarion, 1978 ; rééd.  Lutin poche, 1999.
- Menteries et vérités, Lutin poche, 1979.
- La Maison de l'avenue Jean Jaurès, Albums, rééd. Lutin poche, 1979.
- Les Avatars de Benjamin, l'École des loisirs, 1980.
- Laura perd la tête, Albums , 1981.
- Ce changement-là, Neuf de l'École des loisirs, 1981.
- Neuf contes et nouvelles, Guy de Maupassant, l'École des loisirs, 1981  (ISBN 2211 069 98 3) / 9.86 /F 19
- Les Contes de la souris chauve de Roger Rudigoz, l'École des loisirs, 1982.
- Pêche à pied, Lutin poche, 1986.
- Victor Hugo s'est égaré, Albums, 1986.
- Le Convive comme il faut, Albums, 1986 ; rééd. Lutin poche, 2005.
- Nougatine, Lutin poche, 1989.
- Robert et Louis : La vie est belle, l'École des loisirs, 1994.
- Robert et Louis : Les Grandes Occasions, l'École des loisirs, 1994.
- Robert et Louis : Le Paradis, l'École des loisirs, 1994.
- Contes de la tête en plein ciel, Neuf, 1996.
- Une Ferme, Archimède, 1997.
- Histoire d'Édouard, Albums, rééd.  Lutin poche, 1998.
- A cheval, la passion de l'art équestre, Archimède, 2002.
- Comptines coquines, Albums, rééd. Lutin poche, 2002.
- Coquins comme il faut, Albums, 2004.
- Une Ferme d'autrefois, Albums, 2010.
- L'insigne d'argent, de K. Tchoukovski, roman, coll. Medium, L'école des loisirs, 2015.

## Prix et distinctions
- Prix Bernard Versele 1979 pour La Petite Géante
- (international) « Honour List » 1984[6] de l' IBBY, catégorie Auteur, pour Ce changement-là, qu'il a également illustré
- Grand prix de littérature enfantine décerné par la ville de Paris pour l’ensemble de son œuvre en 1987.
- Prix Jacques Asklund[7] 1987, pour Victor Hugo s'est égaré
- Prix Biguet 1988 pour ses albums
- Prix Sorcières 1989 pour Enfantines de Marie-Claire Bruley et Lya Tourn, qu'il a illustré